# Hermann Nikièma
Somgogma Hermann Nikièma (Ouagadougou, 30 novembre 1988) è un calciatore burkinabè, difensore del Salitas e della nazionale burkinabè.

## Carriera

### Nazionale
Debutta con la nazionale burkinabè il 20 agosto 2017 in occasione dell'incontro di qualificazione per il Campionato delle nazioni africane 2020 vinto 2-1 contro il Ghana.
Nel dicembre 2021 viene incluso nella lista finale dei convocati della Coppa delle nazioni africane 2021.

## Statistiche
Statistiche aggiornate al 4 gennaio 2022.

### Cronologia presenze e reti in nazionale
| Cronologia completa delle presenze e delle reti in nazionale ― Burkina Faso | Cronologia completa delle presenze e delle reti in nazionale ― Burkina Faso | Cronologia completa delle presenze e delle reti in nazionale ― Burkina Faso | Cronologia completa delle presenze e delle reti in nazionale ― Burkina Faso | Cronologia completa delle presenze e delle reti in nazionale ― Burkina Faso | Cronologia completa delle presenze e delle reti in nazionale ― Burkina Faso | Cronologia completa delle presenze e delle reti in nazionale ― Burkina Faso | Cronologia completa delle presenze e delle reti in nazionale ― Burkina Faso |
| Data                                                                        | Città                                                                       | In casa                                                                     | Risultato                                                                   | Ospiti                                                                      | Competizione                                                                | Reti                                                                        | Note                                                                        |
| --------------------------------------------------------------------------- | --------------------------------------------------------------------------- | --------------------------------------------------------------------------- | --------------------------------------------------------------------------- | --------------------------------------------------------------------------- | --------------------------------------------------------------------------- | --------------------------------------------------------------------------- | --------------------------------------------------------------------------- |
| 20-8-2017                                                                   | Kumasi                                                                      | Ghana                                                                       | 1 – 2                                                                       | Burkina Faso                                                                | Qual. CHAN 2018                                                             | 1                                                                           | 54’                                                                         |
| 16-1-2018                                                                   | Agadir                                                                      | Angola                                                                      | 0 – 0                                                                       | Burkina Faso                                                                | CHAN 2018 1º turno                                                          | -                                                                           | 50’                                                                         |
| 16-1-2021                                                                   | Yaoundé                                                                     | Mali                                                                        | 1 – 0                                                                       | Benin                                                                       | CHAN 2020 1º turno                                                          | -                                                                           |                                                                             |
| 20-1-2021                                                                   | Yaoundé                                                                     | Burkina Faso                                                                | 3 – 1                                                                       | Zimbabwe                                                                    | CHAN 2020 1º turno                                                          | -                                                                           |                                                                             |
| 24-1-2021                                                                   | Yaoundé                                                                     | Camerun                                                                     | 0 – 0                                                                       | Burkina Faso                                                                | CHAN 2020 1º turno                                                          | -                                                                           |                                                                             |
| 12-6-2021                                                                   | Rabat                                                                       | Marocco                                                                     | 1 – 0                                                                       | Burkina Faso                                                                | Amichevole                                                                  | -                                                                           | 88’                                                                         |
| 2-9-2021                                                                    | Marrakech                                                                   | Niger                                                                       | 0 – 2                                                                       | Burkina Faso                                                                | Qual. Mondiali 2022                                                         | -                                                                           | 71’                                                                         |
| Totale                                                                      |                                                                             | Presenze                                                                    | 7                                                                           |                                                                             | Reti                                                                        | 1                                                                           |                                                                             |